# Cavendish (Suffolk)
Pour les articles homonymes, voir Cavendish.
Cavendish est un village et une paroisse civile dans la vallée de la Stour, dans le Suffolk, en Angleterre. Le village se trouve à 18 km de Bury Saint-Edmunds et à 23 km de Newmarket.

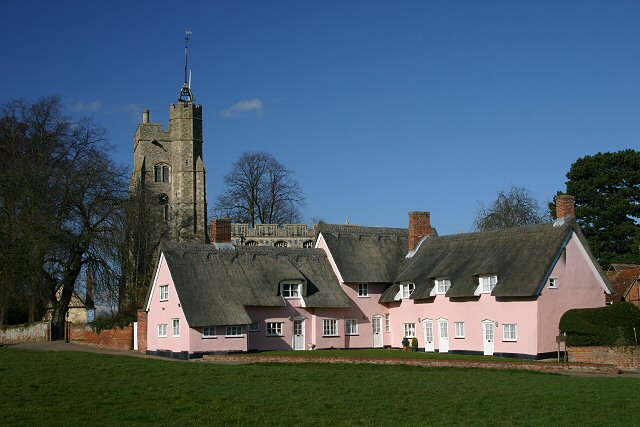
Les maisons roses et l'église Sainte-Marie.

## Histoire
On pense que le nom de Cavendish vient d'un homme appelé Cafa qui possédait un pré (Edisc) dans la région. Cafa's Edisc serait devenu Cavendish.
Sir John Cavendish, l'ancêtre des ducs du Devonshire qui a réprimé la révolte des paysans, a vécu dans le château du village.
Wat Tyler, le meneur des paysans a été arrêté par William Walworth, le maire de Londres, pour avoir menacé le roi, Richard II en 1381.
Le village possède une église réformée où la religion catholique est également célébrée.
Trois cafés (pubs) sont ouverts dans la localité : le Five Bells, le George et le Bull.
Leonard Cheshire et sa femme Sue Ryder sont enterrés à Cavendish.